# 1730

## Esdeveniments
Països catalans
- 10 de maig, Regne de Castella: La Cambra del Consell de Castella acorda que «ha procedido siempre con reflexión a que siempre sea mayor el número de castellanos en cada sala que el de naturales, y los fiscales siempre castellanos», als òrgans de representació catalans.[1]

## Naixements
Països catalans
- 5 de maig, Valls: Lluís Bonifaç i Massó, principal exponent de l'escultura barroca catalana (m. 1786).[2]

Resta del món
- 11 de març, Copenhaguen: Otto Friedrich Müller, zoòleg i botànic danès.
- 26 de juny, Badonviller, Regne de França: Charles Messier, astrònom francès conegut per compilar un catàleg de 110 objectes de l'espai profund (m. 1817).[3]
- 25 de desembre, Lilla: Noël Martin Joseph de Necker, metge i botànic belga

## Necrològiques
- 30 de gener, Moscou, Imperi Rus: Pere II de Rússia, emperador de Rússia del 1728 fins al 1730 (n. 1715)
- 21 de febrer, Roma, Estats Pontificis: Papa Benet XIII, Papa de l'Església Catòlica (n. 1649).
- 20 de març, París: Adrienne Lecouvreur, actriu francesa (n. 1692).[4]
- 9 d'octubre, Paramaribo: Johanna Helena Herolt, pintora alemanya especialitzada en flors i insectes (n. 1668).[5]
- 12 d'octubre, Odense, Dinamarca: Frederic IV de Dinamarca fou rei de Dinamarca i Noruega entre 1699 i 1730. (n. 1647)
- 16 d'octubre, Los Sarrasins, Regne de França: Antoine de Lamothe-Cadillac, explorador francès a Nova França, fundador de Detroit del que prengueren el nom els automòbils Cadillac (n. 1658)
- Hessen: Johann Friedrich Daube, compositor, musicòleg i llaütista.